# Pachydactylus tigrinus
Pachydactylus tigrinus är en ödleart som beskrevs av  Van Dam 1921. Pachydactylus tigrinus ingår i släktet Pachydactylus och familjen geckoödlor. Inga underarter finns listade i Catalogue of Life.